# Акт на убийство
„Акт на убийство“ (на английски: The Act of Killing) е датско-норвежко-британски документален филм от 2012 година на режисьора Джошуа Опенхаймер.
Тема на филма са Индонезийските масови убийства от 1965 – 1966 година, извършвани от проправителствени банди срещу китайци и други подозирани за комунисти, като в него участват активно извършители на убийствата.
„Акт на убийство“ получава наградата на БАФТА за документален филм и е номиниран за „Оскар“.